# موكب الرعب
يحمل مصطلح موكب الرعب المعنى الحرفي للموكب ومعنى آخر كأداة بلاغية أيضًا.

## المعنى الحرفي كموكب
تشير عبارة موكب الرعب في الأصل إلى عرض لأشخاص يرتدون أزياء هزلية وغريبة مثل موكب فيلادلفيا مومرز. كان ذلك سمة تقليدية لمسيرات الرابع من يوليو / تموز في عدة مناطق من الولايات المتحدة الأمريكية في القرن التاسع عشر، وما زال موكب الرعب جزءًا من الاحتفال بيوم الاستقلال في العديد من مجتمعات نيو إنجلاند. يشير مقال نُشر في عام 1926 حول احتفالات الرابع في يوليو / تموز في جبال وايت في نيو هامبشير إلى:
تقام الاحتفالات التاريخية غدًا في ليتلتون ولانكاستر وكوليبروك وكونواي، وتحوي جميع السمات المعتادة في مسيرات الشوارع من الرعب والزخارف والعازفون على الآلات النحاسية والسيارات المزخرفة وعروض الألعاب النارية والنزهات في المناطق الخضراء.
بدأ في عام 1926 موكب الرعب التاريخي في تشيباتشيت في جزيرة رود بإحياء هذا التقليد سنويًا.
ولا تزال مدن نيو إنجلاند الريفية الأخرى مثل هوبكينتون ومندون في ماساتشوستس تقيم مواكب الرعب السنوية.

## المعنى كأداة بلاغية
يعتبر موكب الرعب أيضا أداة بلاغية حيث يبدي المتكلم رأيه المخالف لاتخاذ مسار معين من الأفعال من خلال سرد عدد من الأحداث غير المرغوب بها والتي ستنتج ظاهريًا عن هذه الأعمال. تكمن قوتها في التأثير العاطفي السلبي للتنبؤات غير المرغوبة، ومع ذلك يمكن أن يكون موكب الرعب مغالطة إذا كان واحدا أو أكثر مما يلي صحيحًا:
- لا تغير الافعال فعليًا احتمال حدوث النتائج غير المرغوبة. ومن غير المحتمل أن تحدث النتائج حتى لو تم اتخاذ هذه الأفعال، أو من المحتمل أن تحدث في جميع الأحوال حتى لو تم تجنب الإجراء. يدعى ذلك (الاستناد على احتمالية الوقوع) ويمكن أن ينظر إليه على أنه تفكير غير متسلسل طالما أن العمل ليس له علاقة سببية بالنتائج غير المرغوبة.
- تعتمد الحجة فقط على التأثير العاطفي للرعب (الاستناد على العاطفة).
- النتائج السيئة غير المرغوبة ليست سيئة في الحقيقة.
- تملك النتائج السيئة احتمال ضعيف عند مقارنتها باحتمالية حدوث النتائج الجيدة.

موكب الرعب هو نوع من المبالغة، لأنه يبالغ في النتائج السلبية للعمل بحجة أنه «إذا فعلنا ذلك ستحدث كل هذه الأشياء الفظيعة في النهاية».